# 長等公園
長等公園（ながらこうえん）は、滋賀県大津市にある都市公園（近隣公園）である。

## 敷地内
敷地内の桜ケ丘には、平清盛の弟、平忠度が詠んだと伝えられている句碑がある。その句碑には、「さゞ浪や志賀の都はあれにしを　むかしながらの山ざくらかな」と彫られている。また、園内には長等創作展示館（三橋節子美術館）があり、ここでは長等ゆかりの画家、三橋節子の作品が展示されている。

## 沿革
1892年（明治25年）に長等山周辺の公園化が計画され、国有林野法の施行により国有林の譲渡が可能になったことで1902年（明治35年）に開設が認可される。1908年（明治41年）から整備が進められていった。

## 桜
市内の小学校の児童や市内外の有志の手によって植樹が行われてきた。
ソメイヨシノ、ヤマザクラ、ヤエザクラが合計約900本ある。（2008年9月現在）